# Бенін на літніх Олімпійських іграх 2016

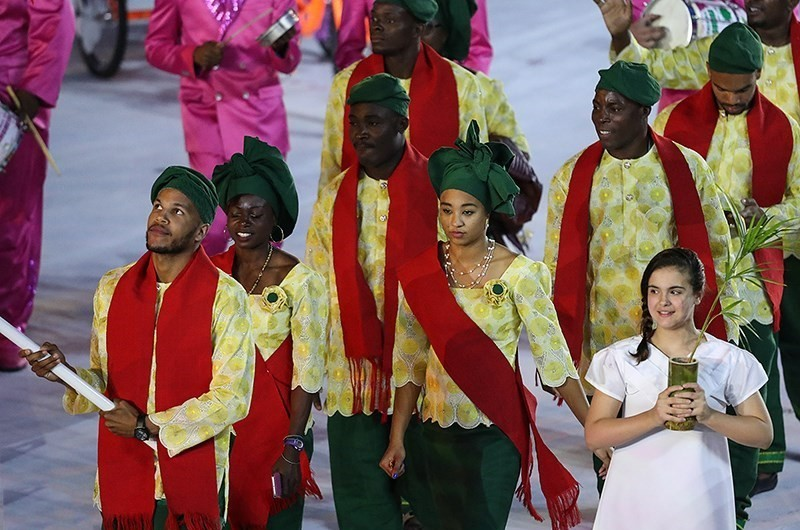
Делегація Беніну на церемонії відкриття.

Бенін на літніх Олімпійських ігор 2016 був представлений 6 спортсменами у 4 видах спорту. Жодної медалі олімпійці Беніну не завоювали.

## Спортсмени
| Дисципліна     | Чоловіки | Жінки | Разом |
| -------------- | -------- | ----- | ----- |
| Легка атлетика | 1        | 1     | 2     |
| Фехтування     | 1        | 0     | 1     |
| Дзюдо          | 1        | 0     | 1     |
| Плавання       | 1        | 1     | 2     |
| Разом          | 4        | 2     | 6     |

## Легка атлетика
Легенда
- Note – для трекових дисциплін місце вказане лише для забігу, в якому взяв участь спортсмен
- Q = пройшов у наступне коло напряму
- q = пройшов у наступне коло за добором (для трекових дисциплін - найшвидші часи серед тих, хто не пройшов напряму; для технічних дисциплін - увійшов до визначеної кількості фіналістів за місцем якщо напряму пройшло менше спортсменів, ніж визначена кількість)
- NR = Національний рекорд
- N/A = Коло відсутнє у цій дисципліні
- Bye = спортсменові не потрібно змагатися у цьому колі

Трекові і шосейні дисципліни
| Спортсмен   | Дисципліна                   | Попередній забіг | Попередній забіг | Півфінал        | Півфінал        | Фінал            | Фінал            |
| Спортсмен   | Дисципліна                   | Результат        | Місце            | Результат       | Місце           | Результат        | Місце            |
| ----------- | ---------------------------- | ---------------- | ---------------- | --------------- | --------------- | ---------------- | ---------------- |
| Дідьє Кікі  | біг на 200 метрів (чоловіки) | 22.27            | 7                | Завершив виступ | Завершив виступ | Завершив виступ  | Завершив виступ  |
| Ноелі Яріго | біг на 800 метрів (жінки)    | 1:59.12          | 4 q              | 1:59.78         | 5               | Завершила виступ | Завершила виступ |

## Фехтування
| Спортсмен | Дисципліна                     | 1/16 фіналу          | 1/8 фіналу         | Чвертьфінал        | Півфінал           | Фінал / БМ         | Фінал / БМ      |
| Спортсмен | Дисципліна                     | Суперник Результат   | Суперник Результат | Суперник Результат | Суперник Результат | Суперник Результат | Місце           |
| --------- | ------------------------------ | -------------------- | ------------------ | ------------------ | ------------------ | ------------------ | --------------- |
| Ємі Апіті | індивідуальна шабля (чоловіки) | Хартунг (GER) L 9–15 | Завершив виступ    | Завершив виступ    | Завершив виступ    | Завершив виступ    | Завершив виступ |

## Дзюдо
| Спортсмен         | Категорія           | 1/32 фіналу        | 1/16 фіналу          | 1/8 фіналу            | Чвертьфінали       | Півфінали          | Втішний поєдинок   | Фінал / БМ         | Фінал / БМ      |
| Спортсмен         | Категорія           | Суперник Результат | Суперник Результат   | Суперник Результат    | Суперник Результат | Суперник Результат | Суперник Результат | Суперник Результат | Місце           |
| ----------------- | ------------------- | ------------------ | -------------------- | --------------------- | ------------------ | ------------------ | ------------------ | ------------------ | --------------- |
| Селтус Доссу Йово | до 90 кг (чоловіки) | Bye                | Діас (POR) W 100–001 | Нюман (SWE) L 000–100 | Завершив виступ    | Завершив виступ    | Завершив виступ    | Завершив виступ    | Завершив виступ |

## Плавання
| Спортсмен     | Дисципліна                          | Попередній заплив | Попередній заплив | Півфінал         | Півфінал         | Фінал            | Фінал            |
| Спортсмен     | Дисципліна                          | Час               | Місце             | Час              | Місце            | Час              | Місце            |
| ------------- | ----------------------------------- | ----------------- | ----------------- | ---------------- | ---------------- | ---------------- | ---------------- |
| Жюль Бессан   | 50 метрів вільним стилем (чоловіки) | 27.32             | 77                | Завершив виступ  | Завершив виступ  | Завершив виступ  | Завершив виступ  |
| Лараїба Сейбу | 50 метрів вільним стилем (жінки)    | 33.01             | 77                | Завершила виступ | Завершила виступ | Завершила виступ | Завершила виступ |